# Farynala shengai
Farynala shengai är en insektsart som beskrevs av Irena Dworakowska 1994. Farynala shengai ingår i släktet Farynala och familjen dvärgstritar. Inga underarter finns listade i Catalogue of Life.